# Краснокрылые попугаи
Краснокрылые попугаи (лат. Aprosmictus) — род птиц из семейства Psittaculidae.

## Внешний вид
Окраска у видов этого рода зелёная, крылья красные. Имеют половой диморфизм.

## Образ жизни
Они живут в основном на верхушках деревьев, слетают иногда на землю для поедания упавших семян или для утоления жажды.

## Распространение
Краснокрылый попугай обитает на северо-востоке и в центральных районах Австралии, а тиморский краснокрылый попугай — на островах Ветар и Тимор (Малые Зондские острова).

## Классификация
В род включают 2 вида:
- Тиморский краснокрылый попугай
- Краснокрылый попугай